# Mihăilă Moldovan
Mihăilă Moldovan (n. 1884, Balda, Mureș, România – d. 1975, Cămărașu, Cluj, România) a fost un deputat în Marea Adunare Națională de la Alba Iulia, organismul legislativ reprezentativ al „tuturor românilor din Transilvania, Banat și Țara Ungurească”, cel care a adoptat hotărârea privind Unirea Transilvaniei cu România, la 1 decembrie 1918.:p. 180

## Biografie
Născut în satul Balda, comuna Sărmaș la data de 15 noiembrie 1884, el urmează cursurile celor patru clase primare și se stabilește în comuna Cămăraș unde îndeplinește funcția de cantor la biserică funcție pe lângă care se ocupă și cu agricultura sat în care Moldovan își află și obștescul sfârșit în ziua de 16 decembrie 1975.

## Activitatea politică
Mihăilă Moldovan a fost ales ca delegat supleant al Cercului electoral Cojocna pentru Marea Adunare Națională de la Alba Iulia din data de 1 decembrie 1918.